# Tyler Abramson
Tyler Abramson (Orinda, 1998. december 30. ― ) világliga-ezüstérmes amerikai válogatott vízilabdázó, a Spandau játékosa.

## Sportpályafutása
2019-ben ezüstérmet szerzett az universiadén az amerikai válogatott tagjaként. 2021-ig a Stanford csapatában, a Cardinal-ben játszott, majd a nápolyi Posillipo együtteséhez igazolt. 2023-tól a berlini Spandau játékosa. 2022-ben ezüstérmet nyert a Strasbourg-ban rendezett világliga-szuperdöntőben.

## Eredményei

### Klubcsapattal

#### Stanford Cardinal
- NCAA: Aranyérmes (2019)
- MPSF: Aranyérmes (2018, 2019, 2020)
- ACWPC All American: Aranyérmes (2018, 2019, 2020, 2021)

#### Posillipo Napoli
- Olasz bajnokság
  - 7. hely (2022)
  - 9. hely (2023)

### Válogatottal

#### Egyesült Államok
- Világliga ezüstérmes (Strasbourg, 2022)
- Világbajnoki 7. helyezett (Fukuoka, 2023)